# Classe Northampton
La classe Northampton fu una classe di incrociatori pesanti dell'United States Navy, composta da sei unità entrate in servizio tra il 1930 e il 1931. 
Derivati dalla precedente classe Pensacola ma con un diverso assetto dell'armamento e dotazioni aeronautiche potenziate, i Northampton operarono intensamente durante gli anni della seconda guerra mondiale, nel corso della quale tre delle unità della classe finirono affondate. Cinque dei Northapton operarono contro l'Impero giapponese nel teatro bellico dell'oceano Pacifico. Schierato nelle Filippine statunitensi al momento dell'inizio delle ostilità nel dicembre 1941, lo USS Houston finì affondato piuttosto presto nel marzo 1942 durante la battaglia dello Stretto della Sonda, mentre altri due suoi gemelli vennero perduti durante gli intesi scontri della campagna di Guadalcanal: lo USS Northampton durante la battaglia di Tassafaronga il 30 novembre 1942 e lo USS Chicago durante la battaglia dell'isola di Rennell il 30 gennaio 1943. Lo USS Chester e lo USS Louisville presero invece parte a numerose operazioni contro i giapponesi fino alla conclusione delle ostilità.
Lo USS Augusta fu l'unica delle unità della classe a operare nel teatro bellico europeo, prendendo parte alle operazioni di scorta dei convogli artici nonché agli sbarchi anfibi dell'operazione Torch in Nordafrica, dell'operazione Overlord e dell'operazione Dragoon in Francia. Le tre unità sopravvissute alla guerra furono radiate dal servizio attivo nel 1946 e quindi vendute per la demolizione nel 1959.

## Il progetto

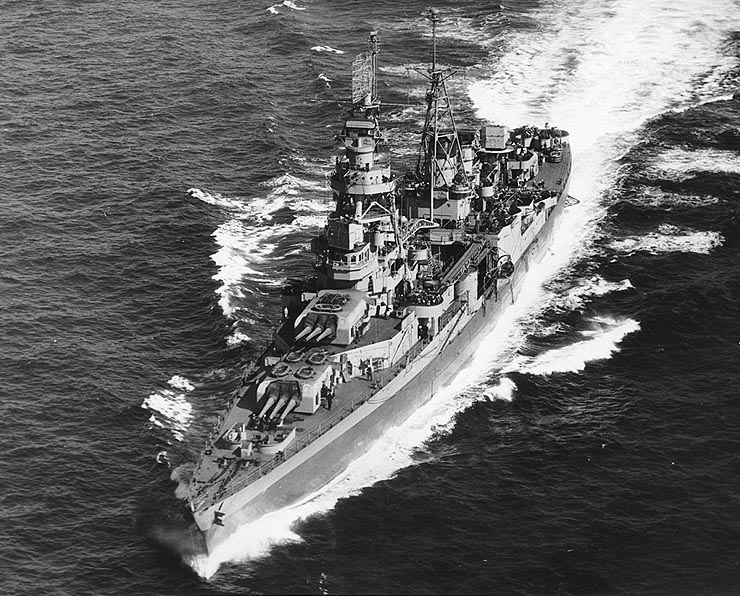
Lo USS Augusta in navigazione nel maggio 1945

La progettazione dei futuri Northampton ebbe inizio nel febbraio 1926, subito dopo la definizione del progetto finale dei due precedenti incrociatori pesanti della classe Pensacola la cui costruzione prese avvio nell'ottobre dello stesso anno. I Pensacola erano i primi incrociatori statunitensi realizzati rispettando le limitazioni in fatto di dislocamento e calibro di artiglieria imposte dal trattato navale di Washington del 6 febbraio 1922, ed erano per certi versi ancora sperimentali; subito dopo l'approvazione del loro progetto, quindi, i progettisti statunitensi si misero immediatamente all'opera per idearne una versione migliorata. Furono proposte varie modifiche progettuali, comprendenti tra le altre cose l'aumento del livello di protezione delle unità, il miglioramento della capacità di tenuta del mare tramite l'adozione di uno scafo dotato di castello di prua e il miglioramento delle condizioni di movimentazione e rimessaggio degli idrovolanti da ricognizione imbarcati, dotando le navi un hangar per il loro ricovero. Per rispettare il limite di dislocamento si decise che le nuove unità avrebbero avuto un armamento principale basato su otto o nove cannoni da 203 mm (invece che dieci come sui Pensacola), un numero divenuto lo standard degli incrociatori pesanti in costruzione per le altre marine militari mondiali.
Nell'aprile 1926 i progettisti proposero agli organi decisori della U.S. Navy due progetti di base. Entrambi i progetti presentavano uno scafo con un castello di prua rialzato, più allungato e con maggior bordo libero rispetto ai Pensacola e con le caldaie distribuite tra quattro locali diversi invece che due come sugli incrociatori precedenti; i due progetti differivano invece per la sistemazione dell'armamento principale: il primo aveva otto cannoni da 203 mm distribuiti in quattro torrette binate, il secondo nove pezzi distribuiti tra tre torrette triple. Tra le due fu infine selezionata la soluzione a tre torrette triple, in quanto meno pesante rispetto all'altra e perché la sistemazione a quattro torrette risultava in definitiva come troppo angusta.
In fase di progettazione vennero studiate varie soluzioni per aumentare il livello di protezione dei futuri incrociatori, sfruttando anche il fatto che il progetto consentiva un risparmio di circa 200 tonnellate rispetto al limite di dislocamento totale imposto come specifica di base, peso che quindi poteva essere destinato a maggiori corazzature. I futuri Northampton furono progettati per resistere all'impatto di proiettili da 130 mm e, per alcune zone come i magazzini delle munizioni, 152 mm, ma nonostante vari studi e proposte si concluse infine che le unità non potevano essere rese immuni ai colpi di cannoni da 203 mm; il risparmio di peso venne quini impiegato per migliorare la protezione dalle schegge degli elevatori delle munizioni delle torrette, oltre che per attrezzare le unità come navi ammiraglie. Anche tenendo conto del fatto che un certo livello di peso era stato volutamente risparmiato onde consentire miglioramenti e ammodernamenti successivi all'entrata in servizio, il dislocamento finale dei Northampton risultò di circa 1000 tonnellate inferiore al limite massimo imposto dal trattato di Washington.
la costruzione di sei unità della classe Northampton fu infine finanziata dalle previsioni di spesa per l'anno fiscale 1929: una unità ciascuna fu commissionata ai cantieri della Bethlehem Steel di Quincy, della New York Shipbuilding Corporation di Camden e agli arsenali della Marina di Puget Sound Naval Shipyard e di Mare Island Naval Shipyard, mentre due unità furono assegnate ai cantieri della Newport News Shipbuilding di Newport News. Le prime tre unità impostate furono equipaggiate come navi ammiraglie di divisione mentre le seconde tre unità come navi ammiraglie id flotta: la differenza era che nel secondo gruppo di unità il castello di prua era prolungato fino all'altezza delle catapulte centrali, in modo da creare un maggior numero di alloggiamenti per il personae imbarcato.

## Caratteristiche

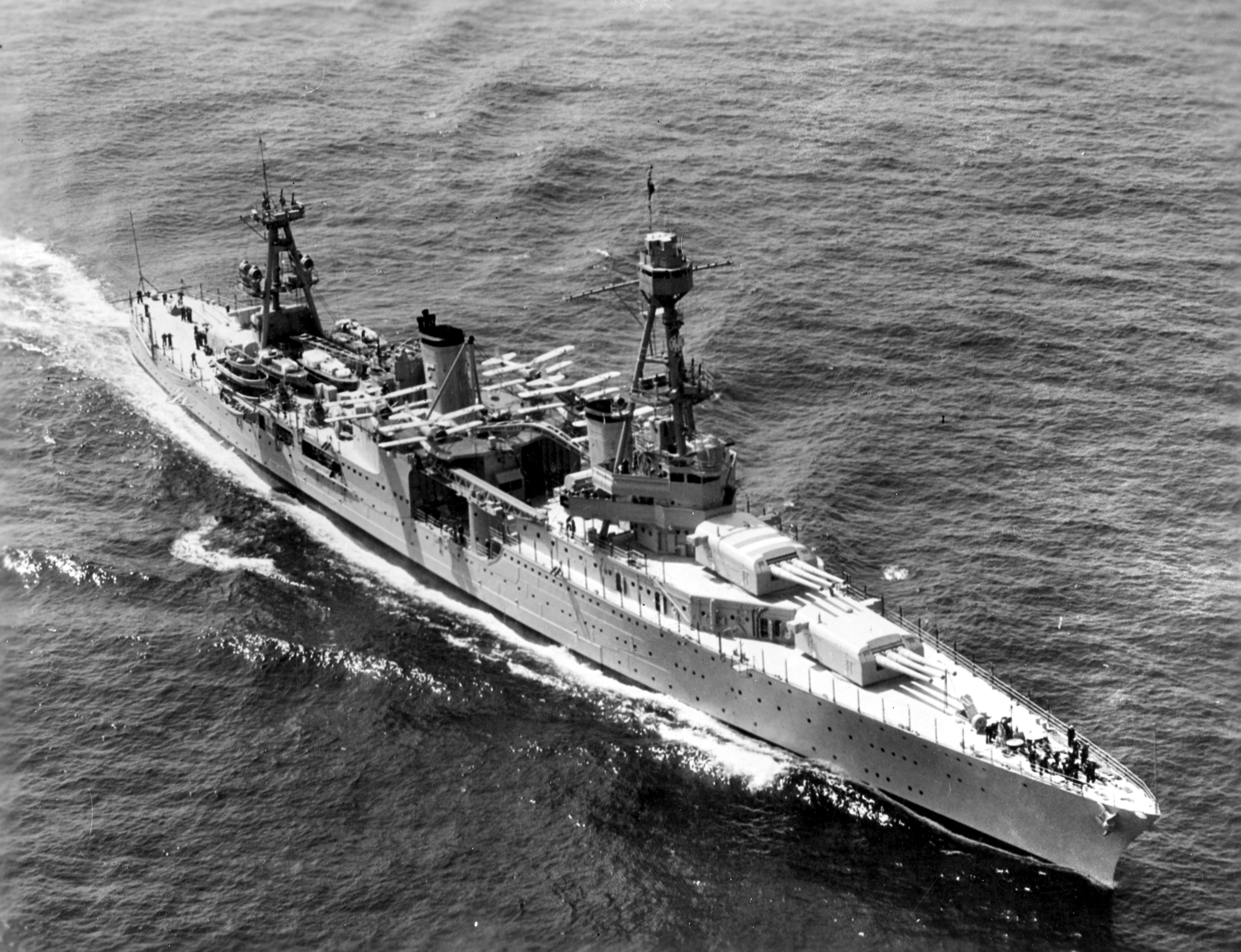
Il Chicago in navigazione nel 1934

I Northampton presentavano uno scafo dalla lunghezza fuori tutto di 182,96 metri, largo 20,14 metri e dal pescaggio massimo di 5,92 metri; il dislocamento standard era di 9150 tonnellate, ma saliva a 11602 tonnellate con le unità a pieno carico. Le sovrastrutture comprendevano una tuga sul castello di prua su cui insisteva il torrione di comando con la plancia e la timoneria, a sua volta sormontato da un albero a traliccio; proseguendo verso poppa si trovavano quindi i due fumaioli, il secondo dei quali sporgeva dalla struttura dell'hangar degli idrovolanti; a poppa dell'hangar si trovavano quindi una seconda tuga e un secondo albero a traliccio. L'equipaggio di base delle unità ammontava a 617 tra ufficiali, sottufficiali e marinai, ma saliva fino a un massimo di 748 uomini quando le unità operavano come navi ammiraglie.
Salvo che per la disposizione delle macchine in più locali, l'apparato propulsivo era identico a quello dei Pensacola. Le unità erano spinte da quattro turbine a vapore Parsons alimentate da otto caldaie White-Forster, per una potenza complessiva di 107 000 shp (80 000 kW). L'apparato propulsivo conferiva ai Northampton una velocità massima di 32,5 nodo, mentre l'autonomia raggiungeva le 10000 miglia procedendo alla velocità di crociera di 15 nodi.
L'armamento principale, come detto, consisteva in nove cannoni da 203/55 mm alloggiati in tre torrette triple: due a prua l'una sovrapposta all'altra e una a poppa. L'armamento secondario antiaereo delle unità era molto debole, comprendendo appena quattro cannoni da 127/25 mm in impianti singoli; l'installazione di un nuovo pezzo antiaereo da 37 mm a tiro rapido venne annullata in quanto l'arma non era ancora pronta al momento dell'entrata in servizio delle unità. L'insufficienza dell'armamento antiaereo divenne ben presto palese, e oggetto di ripetute modifiche e potenziamenti nel corso della vita delle unità: nel 1946 l'armamento antiaereo dei Northapton era ormai salito a otto cannoni singoli da 127/25 mm, ventiquattro cannoni Bofors 40 mm (quattro impianti quadrupli e due binati) e venti mitragliere singole da 20 mm Oerlikon. Le unità entrarono in servizio dotate anche di due impianti tripli di tubi lanciasiluri da 533 mm, sbarcati tuttavia già nel 1931.
Oltre alla differente distribuzione dei pezzi da 203 mm, l'altra vistosa differenza dei Northampton rispetto ai precedenti Pensacola era il massiccio hangar collocato a centro nave attorno al fumaiolo più a poppavia: realizzato a prova di esplosione, l'hangar consentiva l'alloggiamento e la manutenzione degli idrovolanti di bordo proteggendoli dai danni causati dalle vampate dei pezzi degli stessi incrociatori. I velivoli erano lanciati tramite due catapulte collocate su perni girevoli a centro nave nello spazio tra i due fumaioli, e recuperati tramite una gru; le catapulte furono poi ridotte a una nel 1944-1945. In teoria potevano essere imbarcati fino a sei idrovolanti, di cui due già montati sulle catapulte e gli altri quattro alloggiati nell'hangar, per quanto normalmente venissero caricati solo quattro velivoli; i modelli in dotazione nel corso degli anni comprendevano i Loening OL e i Vought O2U Corsair.
La protezione dei Northampton era data da una cintura corazzata spessa tra i 76 e i 95 mm, e da un ponte spesso tra i 25 e i 51 mm; le torrette die pezzi principali presentavano una blindatura spessa tra i 19 e i 64 mm, con barbette protette da piastre blindate spesse 38 mm. Il torrione di comando presentava infine una blindatura spessa 32 mm.

## Unità
| Nome            | Costruttore                       | Impostazione      | Varo              | Entrata in servizio | Destino finale                                                                                      |
| --------------- | --------------------------------- | ----------------- | ----------------- | ------------------- | --------------------------------------------------------------------------------------------------- |
| USS Northampton | Bethlehem Steel Corporation       | 12 aprile 1928    | 5 settembre 1929  | 17 maggio 1930      | Affondato da unità giapponesi nella battaglia di Tassafaronga il 30 novembre 1942                   |
| USS Chester     | New York Shipbuilding Corporation | 6 marzo 1928      | 3 luglio 1929     | 24 giugno 1930      | Radiato dal servizio attivo il 19 giugno 1946; scafo venduto per la demolizione l'11 agosto 1959    |
| USS Louisville  | Puget Sound Navy Yard             | 4 luglio 1928     | 1º settembre 1930 | 15 gennaio 1931     | Radiato dal servizio attivo il 17giugno 1946; scafo venduto per la demolizione il 14 settembre 1959 |
| USS Chicago     | Mare Island Naval Shipyard        | 10 settembre 1928 | 10 aprile 1930    | 9 marzo 1931        | Affondato da aerei giapponesi durante la battaglia dell'isola di Rennell il 30 gennaio 1943         |
| USS Houston     | Newport News Shipbuilding         | 1º maggio 1928    | 7 settembre 1929  | 17 giugno 1930      | Affondato da unità giapponesi durante la battaglia dello Stretto della Sonda il 1º marzo 1942       |
| USS Augusta     | Newport News Shipbuilding         | 2 luglio 1928     | 1º febbraio 1930  | 30 gennaio 1931     | Radiato dal servizio attivo il 16 luglio 1946; scafo venduto per la demolizione il 9 novembre 1959  |